# Opius subdocilis
Opius subdocilis är en stekelart som beskrevs av Vladimir Ivanovich Tobias 1998. Opius subdocilis ingår i släktet Opius och familjen bracksteklar. Inga underarter finns listade i Catalogue of Life.